# Homicidio culposo (película)
Homicidio culposo es una película venezolana de 1984, dirigida por César Bolívar. Se enmarca dentro del movimiento del Nuevo Cine Venezolano y es considerada una de las obras más representativas de su director.Se trata de una de las películas más taquilleras de la historia del cine venezolano, con 1,3 millones de entradas vendidas.

## Sinopsis
La película narra la historia de un funcionario policial que investiga una muerte inexplicable, supuestamente accidental, de un actor de teatro, quien fue víctima de un disparo artístico durante una obra teatral. A lo largo del relato, se exponen los esfuerzos del policía por descubrir un caso inexplicable de asesinato que mezcla la vida de dos mujeres y un actor de teatro.

## Reparto
- Elba Escobar como Alicia Josefina Rodriguez Bello
- Javier Vidal como Juan Carlos Johnnson
- Jean Carlos Simancas como el inspector Gabriel Martínez
- Yanis Chimaras
- William Cartaya
- Yajaira Paredes
- Gioconda Parra
- Julie Restifo
- Luis Rivas
- Loly Sánchez
- Franklin Virgüez
- José Simón Escalona

## Producción
El filme contó con un guion de César Bolívar y José Ignacio Cabrujas y se inspiró en hechos reales relacionados con la muerte de Marco Antonio Ettedgui, luego de ser impactado por un disparo accidental de un arcabuz mientras participaba en una obra teatral.En la película actuaron Javier Vidal y Julie Restifo, quienes participaban en la obra de teatro en la que murió Ettedgui.
Durante su rodaje, se utilizaron locaciones en Caracas y otras zonas urbanas del país.

## Impacto y legado
Homicidio culposo tuvo un gran impacto en la sociedad venezolana, siendo películas venezolana más taquilleras con 1,3 millones de entradas vendidas.Es una de las películas más recordadas de César Bolívar y ha sido referenciada en estudios sobre el cine venezolano de los años 80.